# Liv és Maddie (filmzene)
A Liv és Maddie című amerikai komédia-sorozat filmzenéje nagy részben pop és Stage & Screen műfajú dalokat tartalmaz. A dalokat főleg Dove Cameron énekelte fel, aki a sorozatban a két főszereplőt, Liv és Maddie Rooney-t alakítja. Az album 2015. március 17-én jelent meg CD formátumban, az Universal Music Group és a Walt Disney Records kiadásában. Cameronon kívül az albumon dolgozott még Jordan Fisher, aki egy duettet, és a "True Love" című dal egy másik változatát énekelte el.

## Számlista
1. Better in Stereo (2:34)
2. What a Girl Is (2:55)
3. True Love (3:16)
4. Say Hey (2:54)
5. As Long As I Have You (3:48)
6. True Love Duet (Dove Cameron & Jordan Fisher, 1:16)
7. What a Girl Is (3:20)
8. You, Me and the Beat (3:13)
9. Count Me In (2:58)
10. On Top of the World (3:05)
11. Better in Stereo (3:05)
12. Froyo Yolo (2:18)
13. True Love (Jordan Fisher, 3:31)

## Slágerlisták
| Slágerlista        | Helyezés |
| ------------------ | -------- |
| Kid Albums         | 3        |
| Billboard 200      | 180      |
| TOP ALBUM SALES    | 100      |
| Heatseekers Albums | 5        |
| SOUNDTRACKS        | 11       |